# Rosema dentifera
Rosema dentifera är en fjärilsart som beskrevs av Max Wilhelm Karl Draudt 1934. Rosema dentifera ingår i släktet Rosema och familjen tandspinnare. Inga underarter finns listade.